# Аллаги, Сами
Са́ми Алла́ги (араб. سامي العلاقي‎, нем. Sami Allagui; род. 28 мая 1986, Дюссельдорф, Северный Рейн-Вестфалия) — тунисский футболист, выступавший на позиции нападающего. Представлял сборную Туниса.

## Карьера

### Клубная
Несмотря на то, что родители Аллаги тунисцы, он родился в Дюссельдорфе, где и начинал карьеру в академиях «Бюдериха» и «Фортуны». С 2002 по 2005 год Аллаги играл за молодёжный состав ахенской «Алеманнии».
В 2005 году Аллаги подписал контракт с бельгийским «Андерлехтом». Единственный матч за этот клуб в чемпионате Бельгии Сами провёл 18 декабря 2005 года против клуба «Ла-Лувьер» (0:0) по ходу сезона 2005/06, в котором он в составе «Андерлехта» стал чемпионом страны. 20 декабря 2006 года Аллаги выиграл Суперкубок Бельгии, выйдя на замену на 58-й минуте. В январе 2007 года тунисец отправился в аренду в «Руселаре», где в 15 матчах в высшей лиги Бельгии забил три мяча.
Летом 2007 году Аллаги перешёл в немецкий «Карл Цейсс», но дебютировал лишь в феврале 2008 года. В последних 15 матчах сезона он забил три мяча, которые не помогли команде избежать вылета в Третью лигу. В 2008 году Сами стал игроком клуба «Гройтер Фюрт», за который за два сезона во Второй Бундеслиге он забил 27 мячей.
В июле 2010 года Аллаги отправился на повышение в Бундеслигу, подписав трёхлетний контракт с клубом «Майнц 05». Уже в матче первого тура сезона 2010/11 против «Штутгарта» (2:0) он забил первый мяч в Бундеслиге. Его гол пяткой в ворота «Баварии» (2:1) в шестом туре был признан лучшим голом сентября 2010 года в Германии.
В 2012 году Сами стал игроком берлинской «Герты», подписав контракт до 2016 года. В сезоне 2012/13 он помог команде выиграть Вторую Бундеслигу. 31 августа 2014 года Аллаги был отправлен в «Майнц» в аренду с правом выкупа, которым клуб не воспользовался.
В 2017 году Аллаги подписал двухлетний контракт с «Санкт-Паули». Летом 2019 года Аллаги перешёл в бельгийский «Мускрон-Перювельз», подписав контракт до 2021 года, но в марте 2020 года покинул клуб. В октябре 2020 года он завершил игровую карьеру из-за проблем с коленом.

### В сборной
19 ноября 2008 года Аллаги дебютировал за сборную Туниса в матче со сборной Ганы (0:0). 28 мая 2009 года в товарищеском матче против сборной Судана (4:0) Аллаги забил первый гол за сборную.
В 2012 году Аллаги сыграл в трёх матчах за сборную Туниса на Кубке африканских наций. В ноябре 2014 года Сами объявил о завершении карьеры в сборной.

## Достижения

### Командные
«Герта»
- Победитель Второй Бундеслиги: 2012/13

«Андерлехт»
- Чемпион Бельгии: 2005/06
- Обладатель Суперкубка Бельгии: 2006

### Личные
- Автор лучшего гола месяца в Германии: сентябрь 2010[4]